# Portsmouth Direct Line
| Spurweite: | 1435 mm (Normalspur) |                                             |                                             |
| Zweigleisigkeit: | ja                   |                                             |                                             |
| |                      |                                             |                                             |
| \| \| \| London Waterloo \| \| \| \| South Western Main Line \| \| \| \| Woking \| \| \| \| South Western Main Line nach Weymouth \| \| \| \| Worplesdon \| \| \| \| New Guildford Line aus Leatherhead \| \| \| \| North Downs Line aus Reading \| \| \| \| Guildford \| \| \| \| Guildford Chalk Tunnel \| \| \| \| St Catherine’s Hill Tunnel \| \| \| \| North Downs Line nach/aus Redhill/BML \| \| \| \| Cranleigh Line nach Horsham \| \| \| \| Farncombe \| \| \| \| River Wey \| \| \| \| Godalming \| \| \| \| Milford \| \| \| \| Witley \| \| \| \| Haslemere \| \| \| \| Liphook \| \| \| \| Longmoor Military Railway aus Bordon \| \| \| \| Liss \| \| \| \| Midhurst Railways aus Chichester/Pulborough \| \| \| \| Petersfield \| \| \| \| Buriton Tunnel \| \| \| \| Woodcroft \| \| \| \| Rowlands Castle \| \| \| \| Denvilles \| \| \| \| West Coastway Line aus Brighton \| \| \| \| Havant \| \| \| \| Bedhampton \| \| \| \| West Coastway Line nach Southampton Central \| \| \| \| Hilsea \| \| \| \| Fratton \| \| \| \| Southsea Railway nach East Southsea \| \| \| \| Portsmouth & Southsea \| \| \| \| Portsmouth Harbour \| |                      |                                             |                                             |
| Kopfbahnhof Streckenanfang |                      | London Waterloo                             | London Waterloo                             |
| |                      | South Western Main Line                     |                                             |
| Bahnhof |                      | Woking                                      | Woking                                      |
| Abzweig geradeaus und nach rechts |                      | South Western Main Line nach Weymouth       | South Western Main Line nach Weymouth       |
| Haltepunkt / Haltestelle |                      | Worplesdon                                  | Worplesdon                                  |
| Abzweig geradeaus und von links |                      | New Guildford Line aus Leatherhead          | New Guildford Line aus Leatherhead          |
| Abzweig geradeaus und von rechts |                      | North Downs Line aus Reading                | North Downs Line aus Reading                |
| Bahnhof |                      | Guildford                                   | Guildford                                   |
| Tunnel |                      | Guildford Chalk Tunnel                      | Guildford Chalk Tunnel                      |
| Tunnel |                      | St Catherine’s Hill Tunnel                  | St Catherine’s Hill Tunnel                  |
| Abzweig geradeaus, nach links und ehemals von links |                      | North Downs Line nach/aus Redhill/BML       | North Downs Line nach/aus Redhill/BML       |
| Abzweig geradeaus und ehemals nach links |                      | Cranleigh Line nach Horsham                 | Cranleigh Line nach Horsham                 |
| Haltepunkt / Haltestelle |                      | Farncombe                                   | Farncombe                                   |
| Brücke über Wasserlauf |                      | River Wey                                   | River Wey                                   |
| Bahnhof |                      | Godalming                                   | Godalming                                   |
| Haltepunkt / Haltestelle |                      | Milford                                     | Milford                                     |
| Haltepunkt / Haltestelle |                      | Witley                                      | Witley                                      |
| Bahnhof |                      | Haslemere                                   | Haslemere                                   |
| Haltepunkt / Haltestelle |                      | Liphook                                     | Liphook                                     |
| Abzweig geradeaus und ehemals von rechts |                      | Longmoor Military Railway aus Bordon        | Longmoor Military Railway aus Bordon        |
| Haltepunkt / Haltestelle |                      | Liss                                        | Liss                                        |
| Abzweig geradeaus und ehemals von links |                      | Midhurst Railways aus Chichester/Pulborough | Midhurst Railways aus Chichester/Pulborough |
| Bahnhof |                      | Petersfield                                 | Petersfield                                 |
| Tunnel |                      | Buriton Tunnel                              | Buriton Tunnel                              |
| ehemaliger Haltepunkt / Haltestelle |                      | Woodcroft                                   | Woodcroft                                   |
| Haltepunkt / Haltestelle |                      | Rowlands Castle                             | Rowlands Castle                             |
| ehemaliger Haltepunkt / Haltestelle |                      | Denvilles                                   | Denvilles                                   |
| Abzweig geradeaus und von links |                      | West Coastway Line aus Brighton             | West Coastway Line aus Brighton             |
| Bahnhof |                      | Havant                                      | Havant                                      |
| Haltepunkt / Haltestelle |                      | Bedhampton                                  | Bedhampton                                  |
| Abzweig geradeaus, nach rechts und von rechts |                      | West Coastway Line nach Southampton Central | West Coastway Line nach Southampton Central |
| Haltepunkt / Haltestelle |                      | Hilsea                                      | Hilsea                                      |
| Bahnhof |                      | Fratton                                     | Fratton                                     |
| Abzweig geradeaus und ehemals nach links |                      | Southsea Railway nach East Southsea         | Southsea Railway nach East Southsea         |
| Bahnhof |                      | Portsmouth & Southsea                       | Portsmouth & Southsea                       |
| Kopfbahnhof Streckenende |                      | Portsmouth Harbour                          | Portsmouth Harbour                          |

Als Portsmouth Direct Line wird eine Schienenverbindung zwischen Woking an der South Western Main Line und Portsmouth an der West Coastway Line bezeichnet. Die Portsmouth Direct Line kürzt den Weg zwischen Portsmouth und London gegenüber alternativen Bahnstrecken erheblich ab.
Die Züge der South Western Railway verkehren zwischen London Waterloo und Portsmouth Harbour über Guildford. Es werden Züge der Baureihe 444 Desiro eingesetzt.

## Geschichte

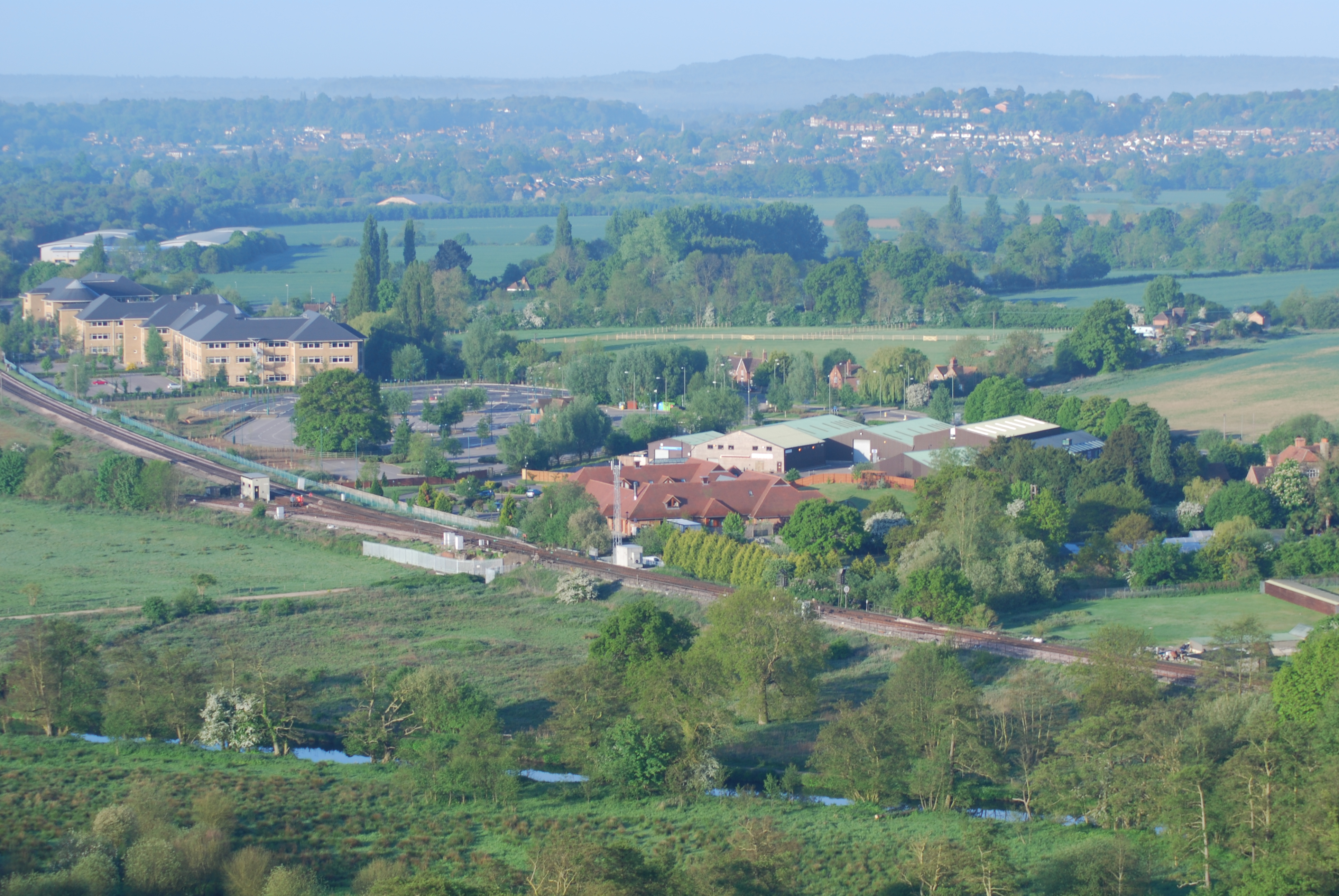
Die North Downs Line zweigt von der Portsmouth Direct Line an der Shalford Junction südlich von Guildford ab

Der erste Abschnitt, Woking – Guildford wurde am 5. Mai 1845 dem Verkehr übergeben. Erbauerin war die London and South Western Railway (L&SWR). Am 15. Oktober 1849 wurde Godalming erreicht, ehe in den 1850er Jahren mit dem Lückenschluss nach Havant an der WCL die Linie vervollständigt wurde. 1859 ging die Strecke im Zuge des Battle of Havant an die mit der L&SWR konkurrierende London, Brighton and South Coast Railway (LB&SCR) über, welche damit nebst der Brighton Main Line eine zweite Hauptstrecke von London in den Süden bekam. 1937 wurde die nahezu 80 Kilometer lange Strecke elektrifiziert.